# Christiansholm Fæstning (Kristiansand)
 For alternative betydninger, se Christiansholm. (Se også artikler, som begynder med Christiansholm)
Christiansholm Fæstning var en del af Christian IVs plan til forsvar af Kristiansand i Norge (oprindelig Christianssand), da byen blev grundlagt i 1641. Fredriksholm Fæstning længere ude i Kristiansandsfjorden var færdigbygget i 1658, men den gav ikke tilstrækkelig værn for den nye by, som voksede frem. Også byens østre havn lå ubeskyttet. Anlægget af fæstningen startede i 1666 og blev fuldført i 1672.
Gennem 200 år var byens beliggenhed og dens befæstninger årsag til, at Kristiansand var en strategisk vigtig by – både i krig og fred. Anlæggene var lige så værdifulde for Norges forsvar som fæstningerne Akershus og Bergenhus

## Byggeri
Arkitekt for fæstningen var generalkvartermester Willhelm Coucheron. Den blev anlagt på en holm, ca. 100 meter fra land. Der blev bygget en pælebro ind til fastlandet, men i dag er fæstningen landfast.
Byens indbyggere protesterede mod fæstningen og de ekstraskatter og pligtarbejde, den medførte. Indbyggertallet i Kristiansand var kun 1.544 på dette tidspunkt.

## Udbygging
I 1686 besluttede Christian V at flytte orlogsværftet og en orlogsstation fra Fredrikstad til Kristiansand. Værftet blev lagt i den vestre havn. Ingen af de to eksisterende fæstningsanlæg, Fredriksholm og Christiansholm, kunde beskytte dette område. Derfor blev der fremlagt forslag om yderligere befæstninger rundt om Kristiansand, denne gang batterier på Lagmannsholmen, på øen Dybingen og Odderøya. Forslaget blev approberet i 1686, og arbejdet begyndte året efter.
Under Store Nordiske Krig (1709-1720) blev det bevilget penge til udbedring af batterierne på Christiansholm og de øvrige fæstningsanlæg i Kristiansand. Bestykningen af fæstningen har varieret ligesom ved de andre fæstningsanlæg i Kristiansand. I 1667 var der 25 skyts, mens der var hele 62 skyts i 1695.

## ”Ild!” for første og sidste gang
Fæstningen har kun løsnet skud mod en fjende en eneste gang, i 1807 under Napoleonskrigene. Englænderne havde gjort krav om at få den dansk-norske flåde udleveret, og efter bombardementet af København d. 2. til 5. september 1807 havde de britiske styrker beslaglagt størstedelen af den dansk-norske flåde.
Enkelte skibe var endnu under dansk-norsk kommando, blandt andet linjeskibet "Prinds Christian Frederik" med 70 kanoner, som befandt sig i Kristiansand. Kaptajn Stopford sejlede mod byen med linjeskibet HMS Spencer og tre andre krigsskibe og meddelte pr. brev, at han ønskede at erobre skibene og truede med at åbne ild mod Kristiansand, hvis skibet ikke blev udleveret.
Stiftamtmand Nicolai Emanuel de Thygeson svarede at fæstningen i så fald ville åbne ild. "Spencer" stævnede ind i fjorden og blev beskudt fra Christiansholm. Dette virkede efter hensigten, og "Spencer" trak sig bort sammen med de andre britiske krigsskibe.

## Nedlæggelse
13. juni 1872 blev en stor reform af Norges fæstningsværker gennemført . I Kristiansandsområdet blev samtlige nedlagt, kun to, Christiansholm og Lagmannsholmen blev tilbage, og de var uden nogen militær betydning.

## Status
Christiansholm er en meget velbevaret tårnfæstning omgivet af en massiv gråstensmur i vinkler, som følger holmens yderste bred. Indenfor murene er det et rundt tårn med en diameter på 35 meter. Væggene er 5 meter tykke. På toppen af tårnet er der en platform med batteri. Det indre tårn har fire etager: krudtkammer, officersrum, vagtrum og loft. Mellem tårnene er der en rundgang.
I dag er Christiansholm en turistattraktion og hjemsted for en række kulturarrangementer og festligheder.